# L'Effet papillon 2
Pour les articles homonymes, voir Butterfly et Effet papillon (homonymie).
Série
L'Effet papillon
(2004) L'Effet papillon 3
(2009)
Pour plus de détails, voir Fiche technique et Distribution.
L'Effet papillon 2 (The Butterfly Effect 2) est un film américain réalisé par John R. Leonetti, sorti directement en vidéo en 2006. Il s'agit d'une suite au film L'Effet papillon, même si les deux films n'ont pas de liens.
Un troisième film est sorti en 2009, lui aussi, sans lien avec les deux précédents.

## Synopsis
La seule façon pour Nick de sauver sa petite amie d'un tragique accident est d'utiliser son pouvoir en changeant le passé via ses souvenirs. Mais les actions de Nick risquent de provoquer des effets bien pires que ce qui a pu être réparé.

## Fiche technique
- Titre original : The Butterfly Effect 2
- Titre français et québécois : L'Effet papillon 2
- Réalisation : John R. Leonetti
- Scénario : Michael D. Weiss
- Musique : Michael Suby
- Direction artistique : Don Macaulay
- Décors : Shane Vieau
- Costumes : Cynthia Ann Summers
- Photographie : Brian Pearson
- Son : Kelly Cole, Bill Mellow, Adam Sharpe
- Montage : Jacqueline Cambas et Chris Conlee
- Production : Chris Bender, A.J. Dix, Anthony Rhulen et J.C. Spink

Production déléguée : Kevin Kasha et William Shively
Coproduction : Brendan Ferguson et Michael Stirling
- Sociétés de production[1] : BenderSpink, en association avec FilmEngine, avec la participation de New Line Cinema
- Sociétés de distribution : New Line Home Video (États-Unis)
- Budget : n/a
- Pays de production :  États-Unis
- Langue originale : anglais
- Format[2] : couleur - 1,78:1 (Widescreen - 16:9)
- Genre : Drame, science-fiction et thriller
- Durée : 92 minutes
- Dates de sortie[3] :
  - États-Unis : 10 octobre 2006 (sortie limitée)
  - France : 17 juillet 2007 (sortie directement en DVD)
- Classification[4] :
  -  États-Unis : Interdit aux moins de 17 ans (certificat #42671) (R – Restricted)[Note 1].
  -  France : Interdit aux moins de 12 ans[5].

## Distribution
Légende : V. Q. = Version québécoise
- Eric Lively (V. Q. : Jean-François Beaupré) : Nick Larson
- Erica Durance (V. Q. : Mélanie Laberge) : Julie Miller
- Dustin Milligan (V. Q. : Hugolin Chevrette) : Trevor Eastman
- Gina Holden (V. Q. : Elisa Compagnon) : Amanda
- David Lewis (V. F. : Alexandre Gillet ; V. Q. : Tristan Harvey) : Dave Bristol
- Andrew Airlie (V. Q. : Jean-Luc Montminy) : Ron Callahan
- Chris Gauthier : Ted
- Susan Hogan (V. Q. : Diane Arcand) : Katherine Larson
- J. R. Bourne (V. Q. : Patrick Chouinard) : Malcolm Williams
- Lindsay Maxwell (V. F. : Caroline Santini) : Grace Callahan
- Zoran Vukelic : Christopher
- Jerry Wasserman : Alberto Fuentes
- John Mann : Wayne

## Production
Le film a été tourné en 20 jours.

## Distinctions

### Nominations
- Académie des films de science-fiction, fantastique et d'horreur-Prix Saturn 2007 : Meilleure édition DVD[7].

## Éditions en vidéo
L'Effet papillon 2 est sorti en, :
- DVD le 17 juillet 2007 et le 1er janvier 2008,
- Blu-ray le 2 novembre 2012.